# Kasteelpark Opitter

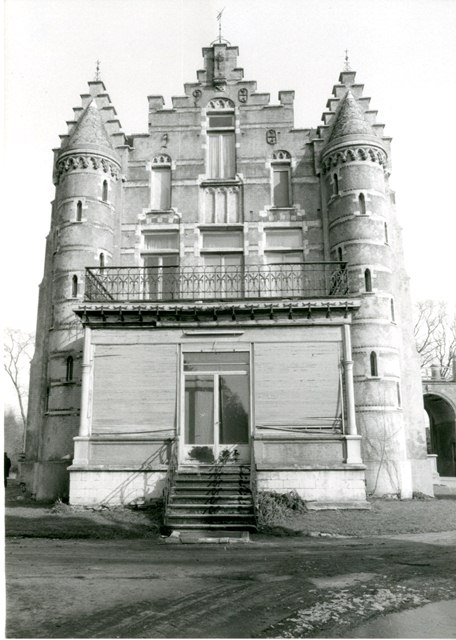
Het kasteel in 1981

Het Kasteelpark Opitter is een park en natuur- en recreatiegebied dat zich bevindt tussen de kom van Opitter en het natuurgebied Itterdal. Het is gelegen aan de Itterbeek.

## Geschiedenis
Oorspronkelijk stond op de plaats van het kasteel een geheel omgrachte hoeve. In 1899 werd deze hoeve verkocht aan de ongehuwde Brusselse advocaat De Greve, die ook een aantal stukken grond kocht, waardoor een 7 ha groot park kon worden gevormd. In 1900 liet hij het kasteel bouwen, waar hij samen met zijn zuster introk. De Greve was ook de stichter van het klooster te Opitter.
Toen beide bewoners waren overleden werd het kasteeltje gekocht door notaris Van Schoenbeek. Diens dochter, gehuwd met de latere senator Edouard Janssens, trok in het kasteel. Eduard overleed in 1943 aan koolmonoxidevergiftiging. Mevrouw Janssens overleed in 1970, waarop de erfgenamen het kasteel wilden verkopen. De gemeente Opitter kocht kasteel en park in 1972.
In 1977 fuseerde Opitter met Bree, waarmee de plannen van de gemeente Opitter in de ijskast kwamen en het kasteel aan verwaarlozing prijsviel. Men heeft nog getracht om het kasteel te redden, waartoe de vereniging De Vrienden van het Kasteel en Park te Opitter werd opgericht. Het mocht niet baten: Het kasteel werd niet geklasseerd als monument. Het werd gesloopt en op de plaats daarvan werd een gemeenschapscentrum gebouwd.

## Heden
Het park is echter intact gebleven en toegankelijk voor het publiek. Het is een tuin in Engelse landschapsstijl met diverse exotische bomen. Tegenwoordig dient het park de natuur en de recreatie. Tal van rondwandelingen in dit gebied en de aanpalende natuurgebieden beginnen hier. In dit park ligt nog de Kasteelmolen, een watermolen op de Itterbeek.

## Externe bron
- Kasteel Opitter